# North El Monte (Kalifornija)
North El Monte je naseljeno područje za statističke svrhe u američkoj saveznoj državi Kalifornija. Prema popisu stanovništva iz 2010. u njemu je živjelo 3.723 stanovnika.